# Wehranlage Baierdorf

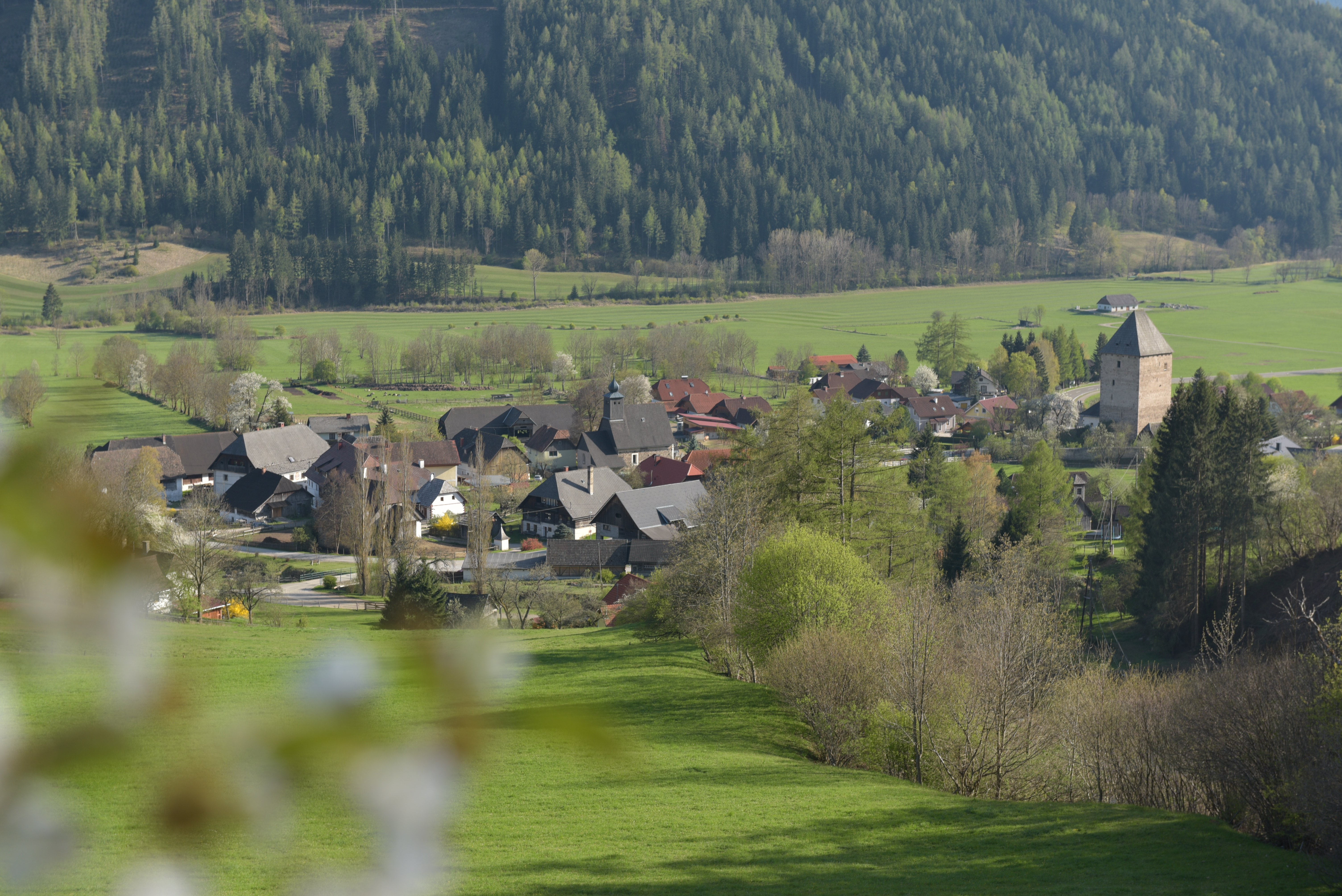
Wehranlage in Baierdorf (rechter Bildrand)

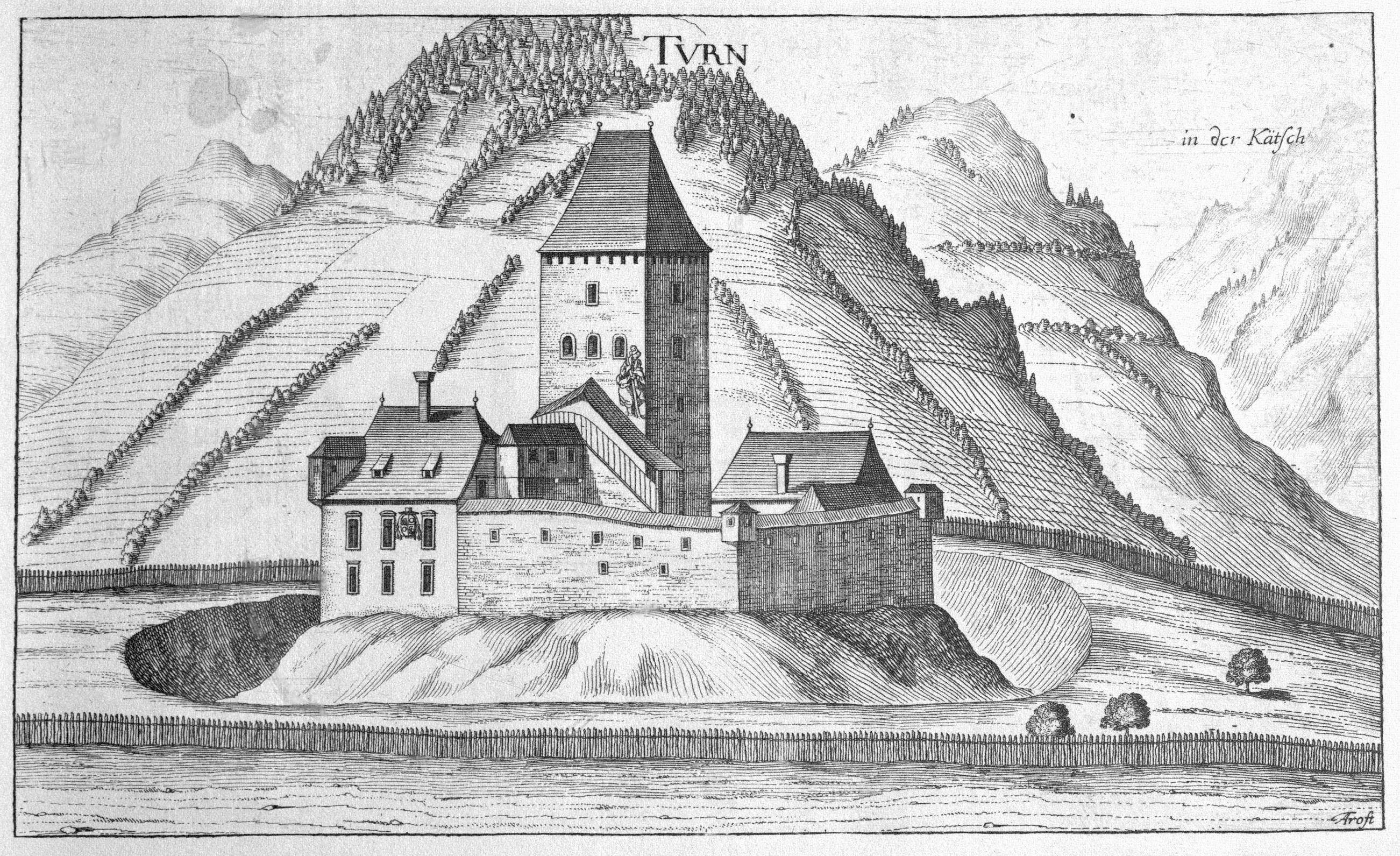
Lithographie von Georg Matthäus Vischer 1681

Das Wehranlage Baierdorf steht in der Ortschaft Baierdorf in der Gemeinde Schöder im Bezirk Murau in der Steiermark. Die Wehranlage steht unter Denkmalschutz (Listeneintrag).

## Geschichte
Die Wehranlage ist seit dem 9. Jahrhundert im Besitz des Erzbistums Salzburg. 1292 wurde die Anlage teils zerstört.

## Beschreibung
Die Talburg ist von einer Ringmauer und einem Wallgraben umgeben.
In der Mitte des Wehrhofes steht ein gut erhaltener mächtiger sechsgeschoßiger Wehrturm aus dem 13. Jahrhundert, er trägt ein Keildach. An der Südwand befindet sich ein großes Fresko hl. Christophorus mit den Wappen Erzbischof Leonhard von Keutschach und Kaiser Maximilian I. um 1505/1510 vom Meister von Schöder.
In der Südwestecke des Hofes steht das einstige Pflegerhaus.